# A972公路
A972公路是一條位於蘇格蘭鄧迪北面的雙行線道路，是該市的主要路，道路公要作用是連接A90公路和A92公路。

56°28′39″N 2°56′7″W / 56.47750°N 2.93528°W